# Ostseeland Verkehr
Die Ostseeland Verkehr GmbH (OLA) war ein Eisenbahnverkehrsunternehmen (EVU) in Mecklenburg-Vorpommern. Es entstand 2005 durch die Fusion der Ostmecklenburgische Eisenbahngesellschaft mbH (OME), der ersten Privatbahn im Land Mecklenburg-Vorpommern, und der MecklenburgBahn GmbH (MEBA). Die Transdev GmbH, Muttergesellschaft der ehemaligen OME, hält 70 % und die Nahverkehr Schwerin GmbH (NVS), Eigentümer der ehemaligen MEBA, 30 % der Anteile.
Die OLA war bis 2013 Betreiber des Schienenpersonennahverkehrs auf mehreren Linien in Mecklenburg-Vorpommern und bis 2011 auf zwei Linien im Land Brandenburg. Des Weiteren war die OLA von 2002 bis 2014 Betreiberin des privatwirtschaftlich betriebenen Fernzugs InterConnex. Seit 2014 führt die OLA keinen Schienenverkehr mehr durch.
Die Ostseeland-Verkehr war Mitglied im Tarifverband der Bundeseigenen und Nichtbundeseigenen Eisenbahnen in Deutschland (TBNE).

## Entwicklung
Im Frühjahr 2005 fusionierten die Ostmecklenburgische Eisenbahngesellschaft mbH (OME) und die MecklenburgBahn GmbH (MEBA) zur Ostseeland Verkehr GmbH (OLA). Zwar sollten zu Anfang die Namen OME und MEBA erhalten bleiben, doch alle Triebwagen bekamen OLA-Aufkleber. Des Weiteren wurden Pressemitteilungen und Fahrplanhinweise einheitlich über die OLA herausgegeben.

## Daten

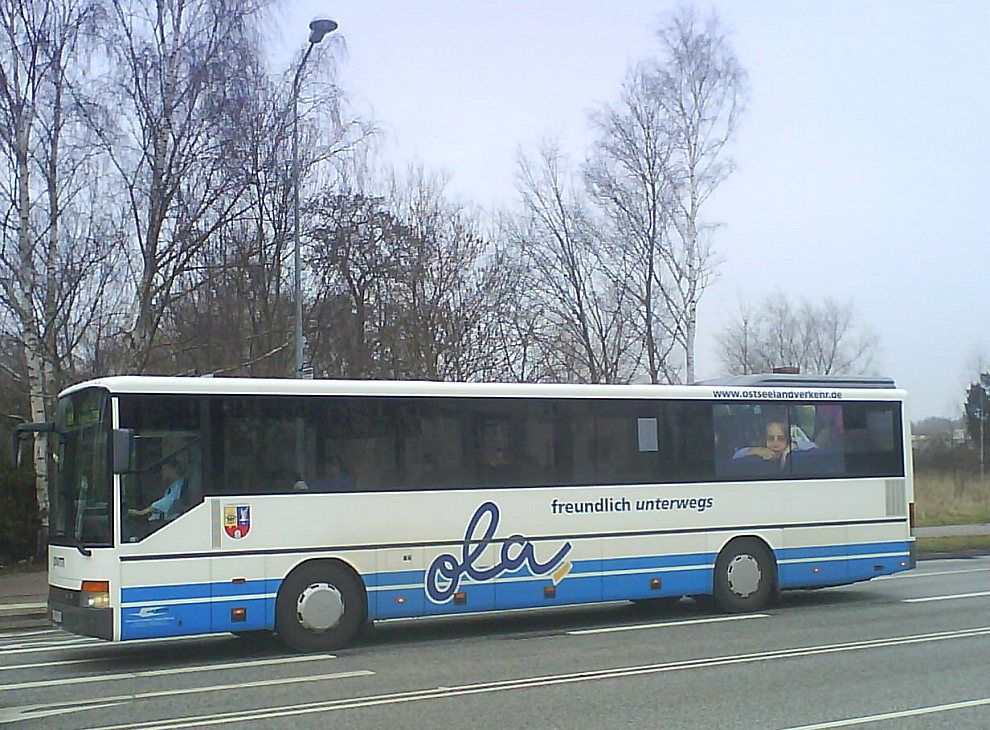
Bus der Personenverkehr Müritz GmbH / OLA

Die OLA beschäftigte 2011 168 Mitarbeiter und erreichte einen Jahresumsatz von 48,3 Millionen Euro. Sie beförderte jährlich rund 4,9 Millionen Fahrgäste (Stand 2008) im Schienenpersonennahverkehr, -fernverkehr und Omnibusverkehr.
Die Gesellschaft besaß 16 Triebwagen, 6 vom Typ LINT 41 und 10 Talent, sowie 70 Busse, unterhielt Werkstätten und Niederlassungen in Neubrandenburg und Schwerin.
Einige Talent-Triebzüge wurden 2014 an die Bayerische Oberlandbahn verkauft.

### Beteiligungen
Die OLA wurde am 1. April 2006 alleinige Gesellschafterin der Personenverkehr GmbH Müritz, Waren (Müritz).
Die Anteile an der Personenverkehr Müritz GmbH wurden jedoch zum 1. Januar 2017 an die kommunale MVVG weiterverkauft. Diese führt seit Jahresbeginn 2017 den gesamten Linienverkehr im Landkreis Mecklenburgische Seenplatte durch.
In den Jahren 2006 und 2007 war die OLA zu 51 % am Löcknitzer Unternehmen Orwat Bus GmbH & Co. KG beteiligt.
Angeschlossen waren außerdem die Veolia Verkehr Kundenservice und die Eisenbahnwerkstatt-Gesellschaft mbH (Neubrandenburg). Letztere betrieb im Osten Neubrandenburgs die OLA-eigene Triebwagenwerkstatt. Diese wurde von der Deutschen Bahn übernommen.

### Schienenpersonennahverkehr

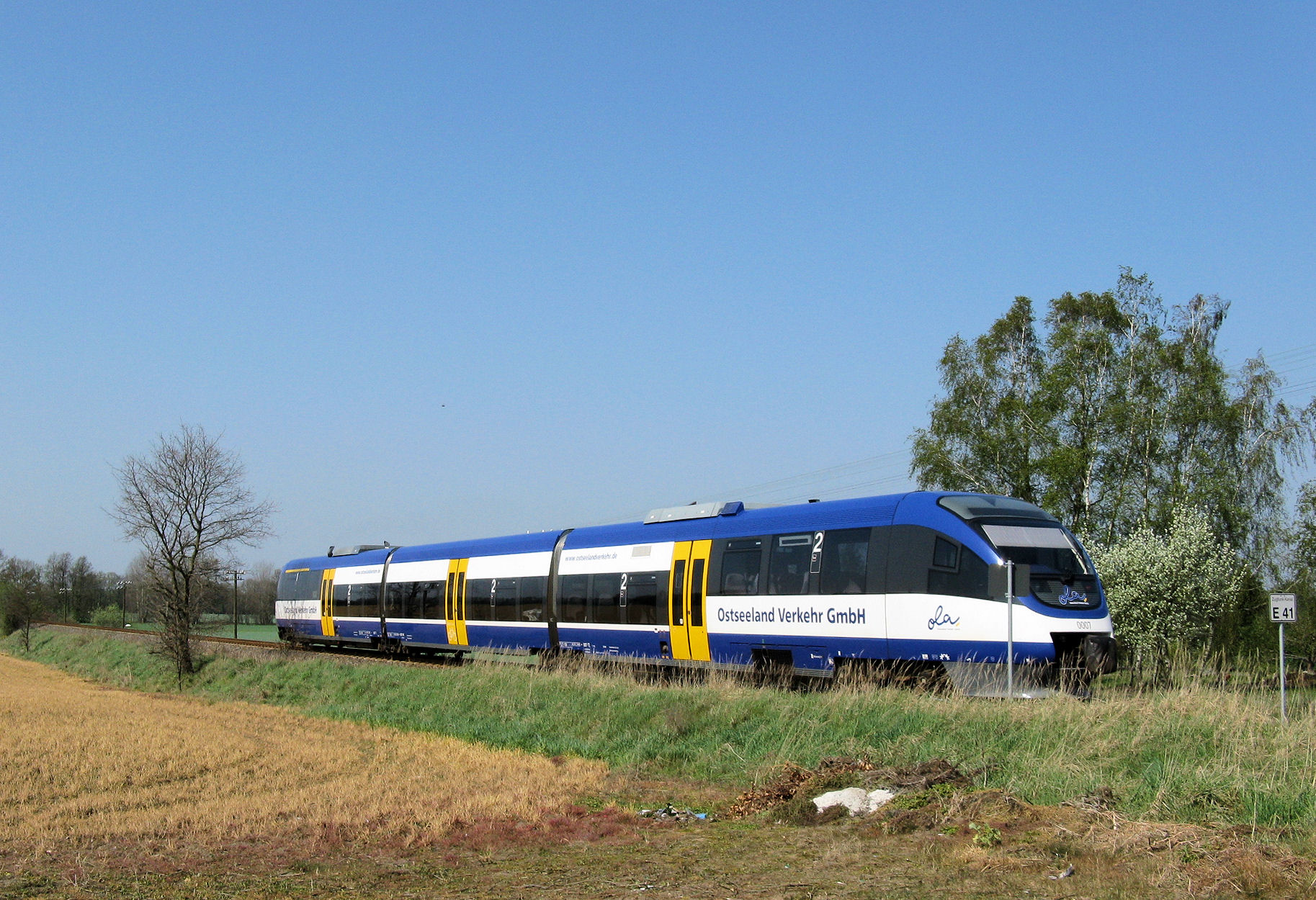
Talent-Triebwagen der OLA in Sukow

Im Schienenpersonennahverkehr übernahm die OLA nach der Fusion von OME und MEBA den Betrieb auf mehreren Linien in Mecklenburg-Vorpommern von den beiden Vorgängergesellschaften. Zwei Linien verlor sie 2009 und 2011 als Resultat von Ausschreibungen. Ebenfalls verlor die OLA 2011 den Betrieb auf zwei Linien im Bundesland Brandenburg, die sie zwei Jahre zuvor übernommen hatte.
Die OLA nahm 2012 an der Neuausschreibung der seit 2005 betriebenen Verbindungen zwischen Lübeck, Bützow, Güstrow, Neubrandenburg, Pasewalk und Ueckermünde aufgrund der damaligen Unternehmenspolitik der Muttergesellschaft nicht teil. Daraufhin bekam als einziger Bewerber die DB Regio den Zuschlag, die die Verbindungen ab Dezember 2014 betreibt. Die OLA hatte später dieser Entscheidung widersprochen, da die Ausschreibungsbedingungen später geändert worden waren. Sie unterlag inzwischen beim Oberlandesgericht Rostock.
Das Land Mecklenburg-Vorpommern entschied, der OLA keinen Folgeauftrag für die Ende 2013 auslaufenden Verträge auf allen Strecken zu erteilen. Einerseits betraf das die Überbrückungsleistungen zwischen Bützow und Ueckermünde bzw. Neustrelitz und Stralsund von Ende 2013 bis zum Beginn des neuen Vertrages Ende 2014. DB Regio wurde für dieses eine Jahr vom Land zum Betreiber bestimmt. Andererseits ging es um die Linie Rehna – Schwerin – Parchim, die noch nicht in einem neuen Vergabeverfahren ausgeschrieben wurde. Hier ist die Ostdeutsche Eisenbahn GmbH (ODEG) der neue Betreiber seit Dezember 2013. Gegen diese Übergangsvergaben hatte die OLA geklagt. Die Klage wurde im November 2013 ebenfalls vom Oberlandesgericht Rostock abgewiesen.

### Schienenpersonenfernverkehr

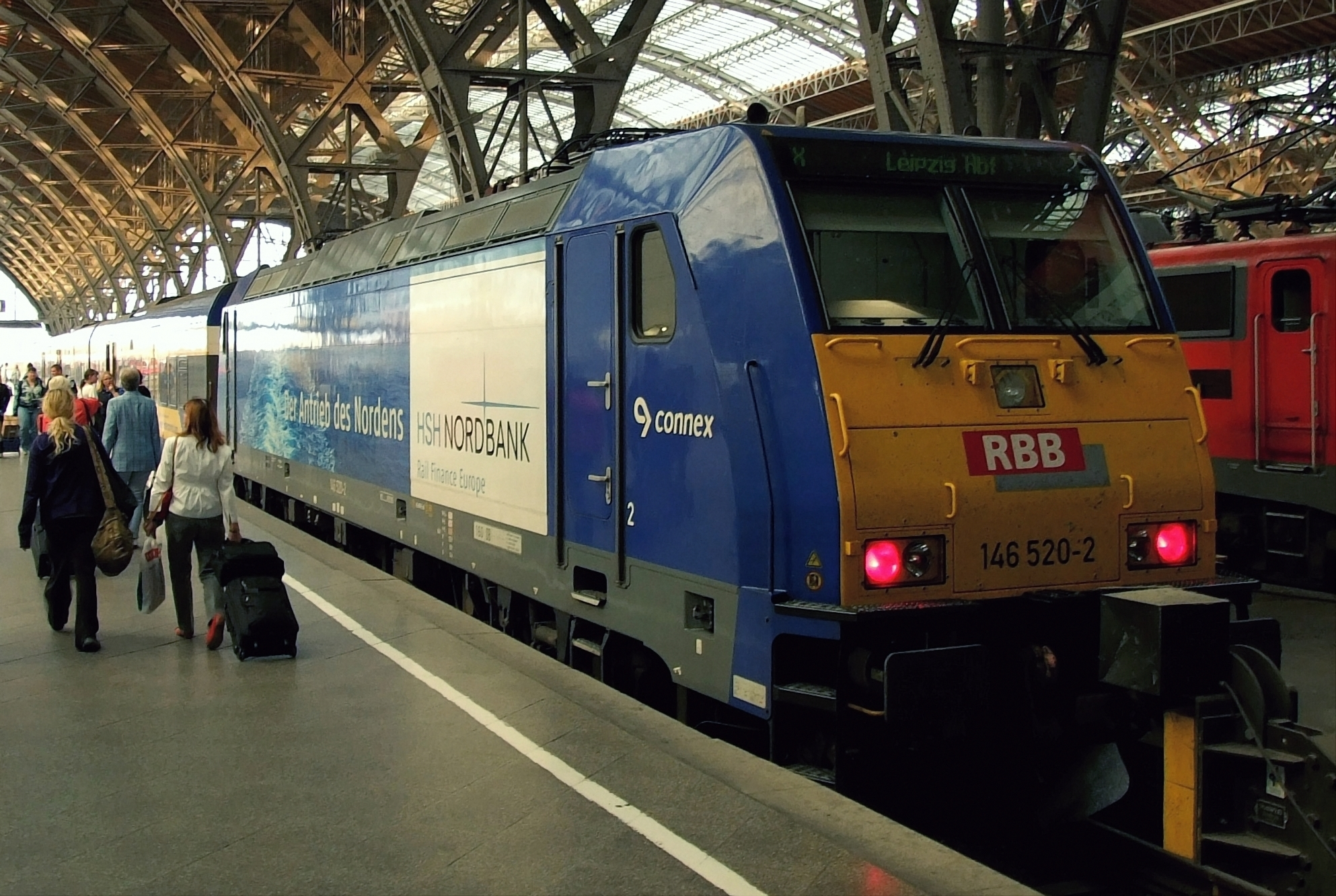
Connex-Lok Baureihe 146 mit Zug Warnemünde – Rostock – Berlin – Leipzig im Leipziger Hauptbahnhof

Die OME betrieb ab 2002 mit dem „InterConnex“ den ersten privatwirtschaftlichen Fernzug in Deutschland. Nach der Fusion 2005 war die OLA Betreiberin dieses Zuges bis zur Einstellung im Dezember 2014.
| Zuggattung | Zuglauf                                                                                          | Takt                                                          | Instandhaltungswerk |
| ---------- | ------------------------------------------------------------------------------------------------ | ------------------------------------------------------------- | ------------------- |
| X          | Warnemünde – Rostock Hbf – Güstrow – Waren (Müritz) – Neustrelitz Hbf – Berlin Hbf – Leipzig Hbf | 1 Zugpaar (Warnemünde – Berlin) 2 Zugpaare (Berlin – Leipzig) | Husum (NOB)         |

## Ehemalige Linien

OLA in Mecklenburg-Vorpommern im Fahrplanjahr 2012/2013

Seit Ende 2013 betreibt die OLA im Schienenpersonennahverkehr keine Linien mehr, nachdem alle früher betriebenen Linien von Wettbewerbern übernommen worden waren.
Bei der Gründung der OLA übernahm das Unternehmen den Verkehr auf mehreren Linien in Mecklenburg-Vorpommern, die bereits von ihren Vorgängergesellschaften OME und MEBA betrieben worden waren.

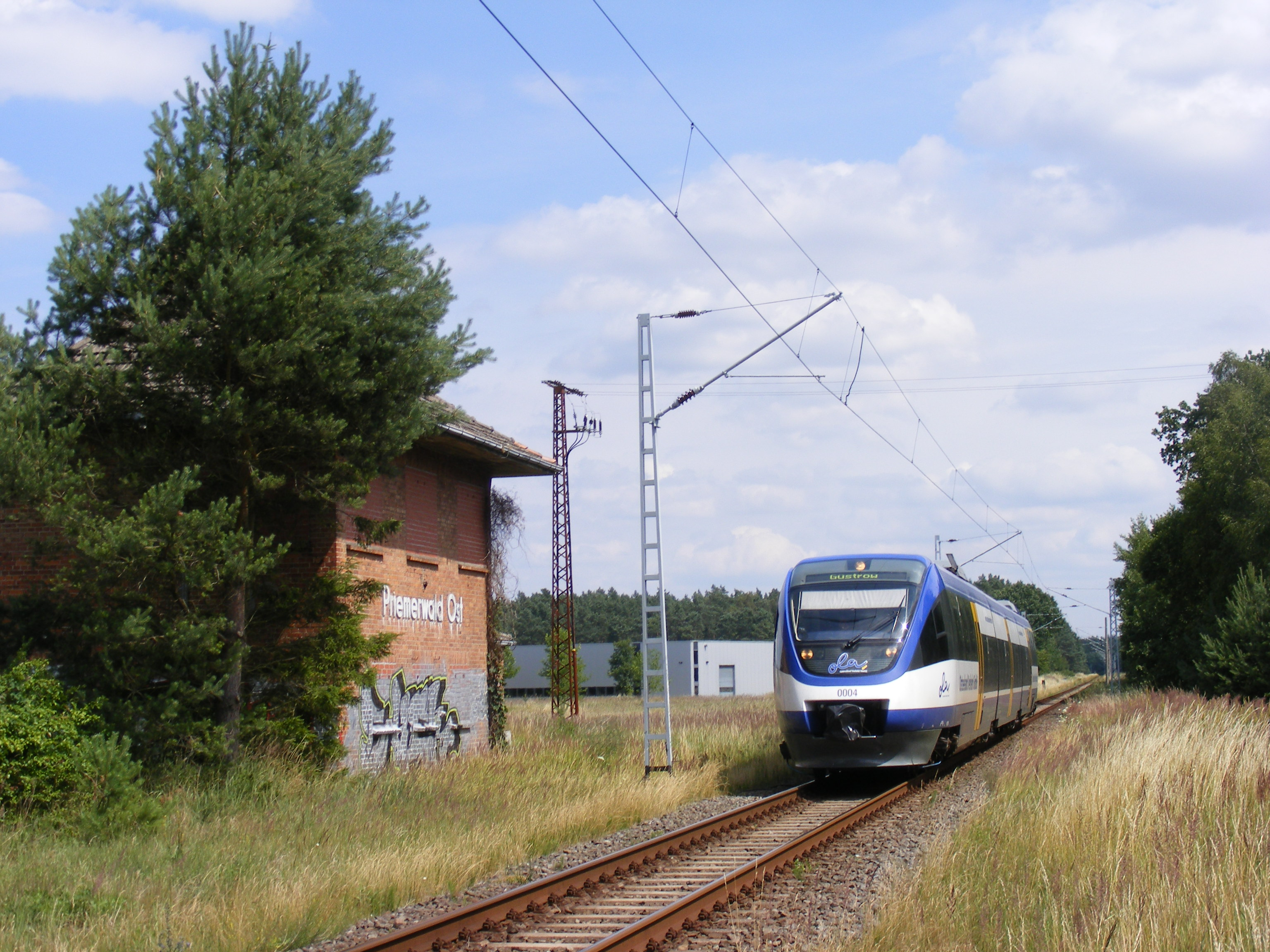
Talent-Triebwagen der OLA bei Priemerburg

Von der OME waren dies folgende Linien:
| Zuggattung | Verlauf                                                               | Verlauf                                                               | Verlauf                                                               | Fahrzeuge im Regelbetrieb | Takt                                               | Instandhaltungswerk |
| ---------- | --------------------------------------------------------------------- | --------------------------------------------------------------------- | --------------------------------------------------------------------- | ------------------------- | -------------------------------------------------- | ------------------- |
| OLA        | Rostock Hbf – Laage – Plaaz – Priemerburg – Güstrow                   | Rostock Hbf – Laage – Plaaz – Priemerburg – Güstrow                   | Rostock Hbf – Laage – Plaaz – Priemerburg – Güstrow                   | Bombardier Talent         | 060 min (HVZ) 120 min (NVZ)                        | Neubrandenburg      |
| OLA        | Bützow – Güstrow – Neubrandenburg – Pasewalk – Ueckermünde Stadthafen | Bützow – Güstrow – Neubrandenburg – Pasewalk – Ueckermünde Stadthafen | Bützow – Güstrow – Neubrandenburg – Pasewalk – Ueckermünde Stadthafen | Bombardier Talent         | 0120 min (Überlagerung mit RE 6 zum Stundentakt)   | Neubrandenburg      |
| OLA        | Stralsund Hbf – Grimmen – Demmin – Neubrandenburg – Neustrelitz Hbf   | Stralsund Hbf – Grimmen – Demmin – Neubrandenburg – Neustrelitz Hbf   | Stralsund Hbf – Grimmen – Demmin – Neubrandenburg – Neustrelitz Hbf   | Bombardier Talent         | 04 Stunden (Überlagerung mit RE 5 zum Stundentakt) | Neubrandenburg      |
| OLA        | Bergen (Rügen) – Putbus – Lauterbach – Lauterbach Mole                | Bergen (Rügen) – Putbus – Lauterbach – Lauterbach Mole                | Bergen (Rügen) – Putbus – Lauterbach – Lauterbach Mole                | Alstom Coradia LINT       | 060 min (Sommer) 120 min (Winter)                  | Neubrandenburg      |

Zum Fahrplanwechsel im Dezember 2009 ging der Betrieb auf der Linie Bergen – Lauterbach an die Eisenbahn-Bau- und Betriebsgesellschaft Pressnitztalbahn, die bei einer vorherigen Ausschreibung erfolgreich war. Zum Fahrplanwechsel im Dezember 2012 wurde die Linie Rostock – Laage – Güstrow Bestandteil der erweiterten S-Bahn Rostock und an die DB Regio Nordost übergeben, die bei der Ausschreibung erfolgreich war. Der Betrieb auf den beiden anderen Linien wurde nach Auslaufen des Vertrages im Dezember 2013 auf DB Regio übertragen.

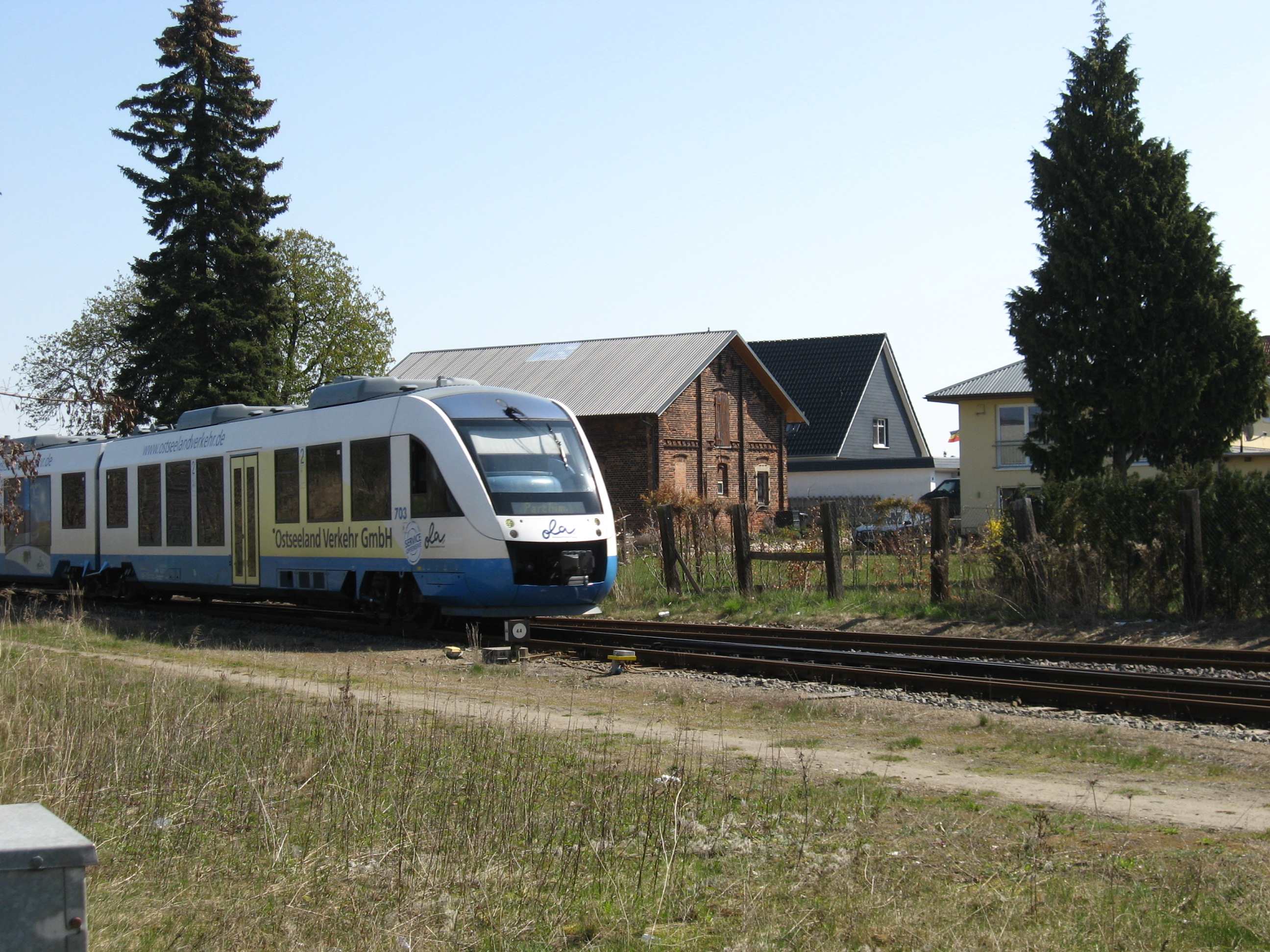
Ein Triebwagen vom Typ Alstom Coradia LINT 41 in Parchim

Von der MEBA hatte die OLA folgende Linie übernommen:
| Zuggattung | Verlauf                                          | Verlauf                                          | Verlauf                                          | Fahrzeuge im Regelbetrieb | Takt                                           | Instandhaltungswerk |
| ---------- | ------------------------------------------------ | ------------------------------------------------ | ------------------------------------------------ | ------------------------- | ---------------------------------------------- | ------------------- |
| OLA        | Rehna – Gadebusch – Schwerin – Crivitz – Parchim | Rehna – Gadebusch – Schwerin – Crivitz – Parchim | Rehna – Gadebusch – Schwerin – Crivitz – Parchim | Alstom Coradia LINT       | 060 min (HVZ) 120 min (Rehna-Gadebusch in NVZ) | Schwerin (NVS)      |

Nach dem Auslaufen des Verkehrsvertrages übernahm die ODEG im Dezember 2013 den Betrieb auf dieser Linie.
Im Verkehrsverbund Berlin-Brandenburg (VBB) übernahm die OLA mit ihrer Marke Märkische Regiobahn am 9. Dezember 2007 den Verkehr mit 34 Mitarbeitern und vier Triebwagen des Typs Desiro auf folgenden Regionalbahnlinien:
| Zuggattung | Verlauf                                                                 | Verlauf                                                                 | Verlauf                                                                 | Fahrzeuge im Regelbetrieb | Takt                                                    |
| ---------- | ----------------------------------------------------------------------- | ----------------------------------------------------------------------- | ----------------------------------------------------------------------- | ------------------------- | ------------------------------------------------------- |
| MR 33      | Berlin-Wannsee – Michendorf – Beelitz Stadt – Treuenbrietzen – Jüterbog | Berlin-Wannsee – Michendorf – Beelitz Stadt – Treuenbrietzen – Jüterbog | Berlin-Wannsee – Michendorf – Beelitz Stadt – Treuenbrietzen – Jüterbog | Desiro                    | 060 min (Berlin – Beelitz) 120 min (Beelitz – Jüterbog) |
| MR 51      | Brandenburg – Pritzerbe – Premnitz – Rathenow                           | Brandenburg – Pritzerbe – Premnitz – Rathenow                           | Brandenburg – Pritzerbe – Premnitz – Rathenow                           | Desiro                    | 060 min                                                 |

Den Betrieb dieser Linien übernahm zum Fahrplanwechsel im Dezember 2011 die ODEG, die bei der Ausschreibung erfolgreich war.

## Tarife
Das Streckennetz der Ostseeland Verkehr verlief in verschiedene Tarifgebieten.
Die Ostseeland Verkehr hatte für die Strecken Güstrow–Rostock, Bützow–Ueckermünde sowie Stralsund–Neustrelitz und Pasewalk–Züssow gemeinsam mit der Deutschen Bahn eine Tarifgemeinschaft gebildet, hier galten Preise und Fahrscheine beider Unternehmen.
Auf der Strecke Parchim–Schwerin–Rehna galt der dortige Haustarif, der in Höhe und Struktur dem Tarif der Deutschen Bahn entsprach. In den Verbundgebieten galten die Tarifbestimmungen der regionalen Verkehrsverbünde und Tarifgemeinschaften. Dies waren der Verkehrsverbund Warnow (VVW), der Verkehrsverbund Berlin-Brandenburg (VBB) und die Verkehrsgemeinschaft Westmecklenburg (VWM).
Angebote der Deutschen Bahn wie das Schönes-Wochenende-Ticket, das Schleswig-Holstein-Ticket, das Mecklenburg-Vorpommern-Ticket, das Berlin-Brandenburg-Ticket, galten auf der Strecke Pasewalk–Ueckermünde und die Vergünstigungen der BahnCard galten in ihrem jeweiligen örtlichen und zeitlichen Geltungsbereich auf den Nahverkehrsstrecken der Ostseeland Verkehr.